# 超时空要塞II：再爱一次
《超时空要塞II：再爱一次》，是一齣有關科幻動畫《超時空要塞》情節的外傳OVA，在1992年發行。

## 概要
《超時空要塞》10週年紀念作品。儘管初代《超時空要塞》製作人員如人物設計美樹本晴彦、劇本富田祐弘均有參加，但主要製作卻以AIC為中心。機械設計最初為藤田一巳，後來由大畑晃一負責。劇情原設定是前作80年後（即2090年）的事，但因为后来《MACROSS PLUS》、《MACROSS 7》及《MACROOS F》的推出，本作的故事越来越无法承担超时空要塞系列编年史的作用，于是本作被称作平行世界（黑历史）的说法开始流行（此为官方解释）。
為與前作有別而用相反的設定，如「主人公不是飛行員」、「敵人操作歌曲」、「非傑特拉帝人的外星人」、「王牌飛行員是美少女」等等，再加入《超時空要塞》不可或缺的「歌曲」、「三角關係」、「女武神」三大要素構築新作品。
片中雖採標誌，實際上以「MACROSS II」為主，在版權糾紛後曾長期替代，直到2014年發行Blu-ray Box才恢復原標誌使用。

## 故事簡介
2090年代，在與傑特拉帝人（ゼントラーディ）的戰爭結束80年之後，地球即將遭到新的外星人馬爾杜克（マルドゥーク）（Marduk）侵襲；地球統合軍依照以往的成功模式，採用「明美攻擊」試圖擊退對方，卻驚訝的發現馬爾杜克軍也是利用歌聲驅使戰鬥部隊，且威力更勝過「明美攻擊」，地球遭遇到前所未有的危機。
電視記者神崎響在戰鬥中冒險深入戰線報導，親眼目睹地球統和軍節節敗退，因緣際會闖入了敵艦並解救了一位昏迷的女性伊絲蒂。
戰爭依舊持續著，而伊絲蒂在神崎響的帶領下，漸漸的瞭解了地球的文化，響也由她的口中得知SDF-1馬克羅斯（マクロス）其實原是亞爾斯（アルス）用來傳播愛的船。
神崎響被軍方以知情不報和擅用軍方線路為由監禁。而面對馬爾杜克軍即將發動的總攻擊，部分有遠見的高層私下釋放了他，並希望他與女飛官蘇菲能重新啟動馬克羅斯；終於馬克羅斯升空並發射了主砲，但是並沒有擊沉敵旗艦。正當絕望之時，伊絲蒂趕到並站在當年林明美所站的平台上演唱もういちど LOVE YOU 『再一次‧愛你』，藉由所有通信線路的傳播，終於感化了馬爾杜克軍。
3日後，馬爾杜克軍與地球簽訂了和平條約，新的領導帶領著重新拾獲文化的同胞們即將啟程前往未知的宇宙彼端，臨行前伊絲蒂向神崎響及蘇菲道別，而這段割捨不下的三角戀情也深植在她的心中永藏心底......。

## 登场人物

### 主要人物
神崎 响（Hibiki Kanzaki，声：高山勉）
男主角。SNN（Scramble News Network）电视台的娱乐新闻记者。
伊丝蒂（Ishtar，声：笠原弘子）
马尔杜克军的歌巫女（イミュレーター）。
西尔维·吉纳（Silvie Gena，声：冬马由美）
地球统合军女武神小队王牌飞行员，座机为白底红条的VF-2SS。中尉军衔。17岁。特征为金发和雀斑，自认为遗传了梅尔特兰蒂祖母的莽撞性格，但在日常生活中也有女性化的一面。

## 主題歌
「2億年前のように静かだね」
作詞 - 真名杏樹 / 作曲 - 樫原伸彦 / 編曲 - 井上鑑 / 歌 - 金子美香

### 片尾曲
- 超时空要塞 II ～LOVERS AGAIN～ 第1至第5話：「de・ja・vu〜そばにいて」

作詞：金子美香　作曲：TSUKASA　編曲：井上鑑　演唱：金子美香
- 超时空要塞 II ～LOVERS AGAIN～ 第6話：「約束」

作詞：松宮恭子　作曲：鷺巣詩郎　編曲：鷺巣詩郎　演唱：笠原弘子

## 黑歷史
萬代影視在2014年特設Blu-ray Box官網上，說明本作被愛好者列為「黑歷史」的主要原因：
1. 設定80年後遙遠未來，不如《Macross Plus》、《Macross 7》、《Macross F》填補《超時空要塞》人類移民宇宙歷史來得貼近。
2. Macross年表並未提及所致。

這種說法顯然避重就輕，其實是《超時空要塞》原主要製作者對該作不滿意。板野一郎表示若非《超時空要塞II》與他們想法連貫不起來，是不會做《Macross Plus》；那時年表未提及，乃因河森正治操刀的世界觀排除之。既然電影《超時空要塞：愛，還記得嗎？》是劇中劇，延用其世界觀的《超時空要塞II》就當成平行故事。
而河森在《Macross Plus》、《Macross 7》時則有解釋，指出各自是架空世界中依歷史創作作品，未必以史實為限。年表可由當政者隨意詮釋，虛構作品風格也不同，像《超時空要塞》是日常電視劇、《超時空要塞：愛，還記得嗎？》是舞台劇、《Macross Plus》是外片、《Macross 7》是漫画、《Macross Zero》是神話想像、《Macross F》是校園青春。
近年來更一改過去排除作法，於《Macross F》中玩起本作「明美攻擊」的哏（《Macross 7》雖有但是特典惡搞性質）；《Macross Ace》的「超時空歷史年表」，以及「30週年Macross超時空展覽會」的「Macross History」已將《超時空要塞II》相關歷史整合納入。

## 外部連結
- MACROSS OFFICIAL WEB SITE （页面存档备份，存于）（日語）
- （日語）